# Großer Preis von Südafrika 1967
Der Große Preis von Südafrika 1967 (offiziell I Grand Prix of South Africa) fand am 2. Januar auf dem Kyalami Grand Prix Circuit in Midrand statt und war das erste Rennen der Automobil-Weltmeisterschaft 1967.

## Berichte

### Hintergrund

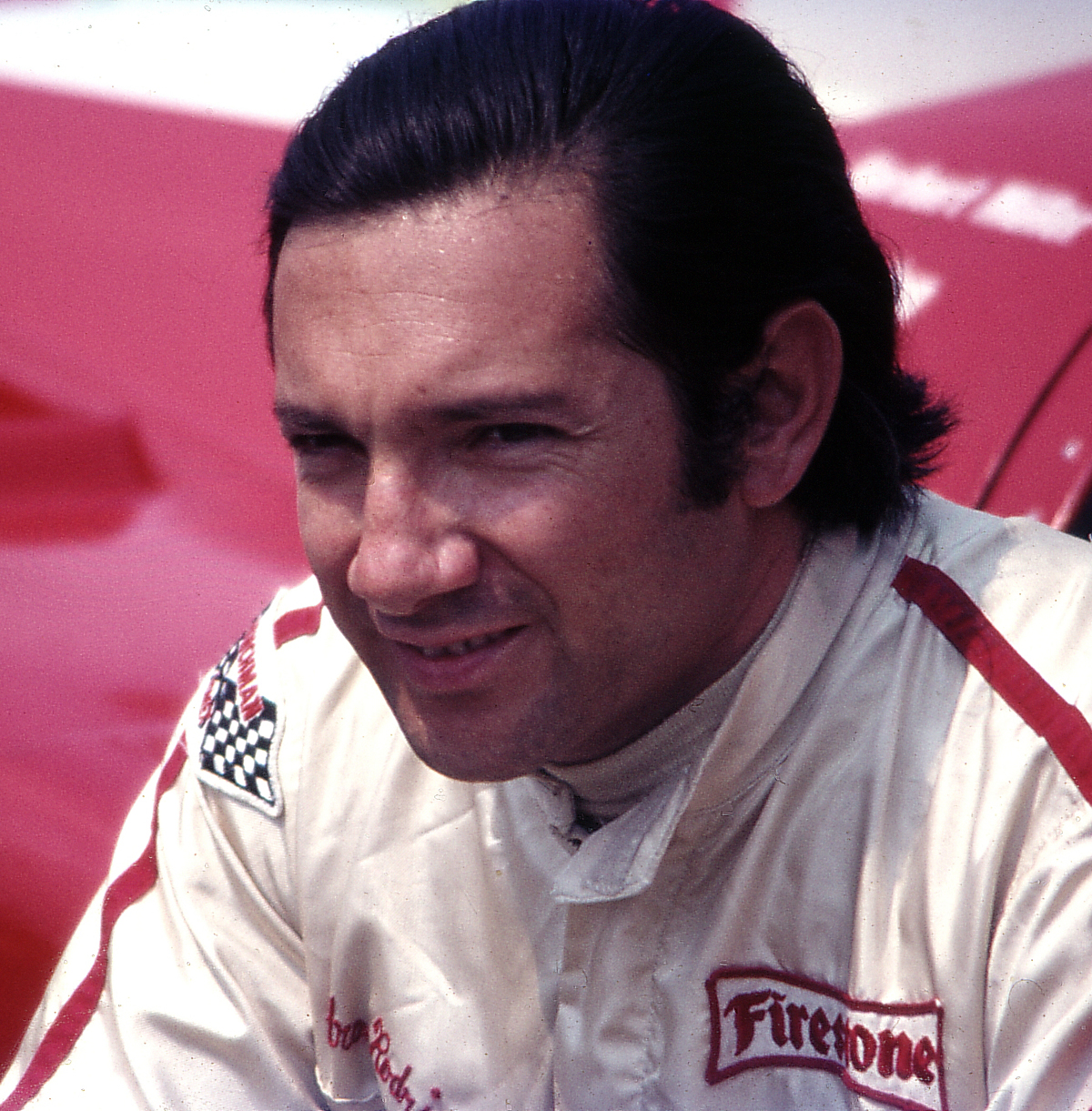
Erster Sieg von Pedro Rodríguez (Bild von 1971)

Da der erste Weltmeisterschaftslauf der Saison 1967 bereits am 2. Januar, und somit nur wenige Wochen nach dem Finale der Saison 1966 am 23. Oktober des Vorjahres in Mexiko stattfand, traten die meisten Teams mit den Vorjahresfahrzeugen an. Der Große Preis von Südafrika fand zum ersten Mal in Kyalami statt, nachdem der Grand Prix die Jahre zuvor auf dem Prince George Circuit in East London ausgetragen wurden. Da dieser als zu klein angesehen wurde, zählte das Rennen 1966 nicht zur Automobil-Weltmeisterschaft und zog 1967 nach Kyalami um. Die neue Strecke lag in über 1500 Meter Höhe, die Temperaturen zu dieser Jahreszeit waren sehr hoch. Dies bedeutete Probleme mit verdampfendem Kraftstoff und Überhitzungen der Motoren für die Fahrzeuge, die sich bereits beim Großen Preis von Mexiko 1966 unter ähnlichen Bedingungen äußerten.
Im Bereich der Fahrerverträge hatten sich hingegen einige Veränderungen ergeben. John Surtees wurde neuer alleiniger Werksfahrer bei Honda. Seinen Platz neben Jochen Rindt bei Cooper nahm Pedro Rodríguez ein.
Lotus holte Graham Hill zurück ins Werksteam. Dessen Platz neben Jackie Stewart bei B.R.M. wurde mit Mike Spence besetzt, der wiederum durch seinen Weggang vom Privatteam Reg Parnell dem jungen Briten Piers Courage die Chance auf sein Debüt in der Automobil-Weltmeisterschaft verschaffte.
Chris Amon und Lorenzo Bandini schlossen jeweils einen Werksfahrervertrag mit der Scuderia Ferrari ab. Das Team entschloss sich allerdings gegen die Reise nach Südafrika, ebenso wie Bruce McLaren mit seinem Team.
Vier einheimische Gaststarter bereicherten das Feld in privat eingesetzten Fahrzeugen, die allerdings technisch weitestgehend nicht mehr dem aktuellen Stand entsprachen. Darunter befand sich Luki Botha, der an diesem Wochenende seine einzige Grand-Prix-Teilnahme bestritt. Insgesamt traten 18 Piloten zum Saisonauftakt an.

### Training
In den Tagen vor dem Training fanden inoffizielle Testfahrten statt. Rodriguéz fuhr schnelle Runden, wurde nach kurzer Zeit aber jeweils durch Verdampfen von Flüssigkeiten verlangsamt. Surtees fuhr ebenfalls zwei Tage lang mit seinem Honda um die Einstellungen des Wagens auf die neue Rennstrecke anzupassen. Das Öl seines Fahrzeuges war vermutlich der Grund für schwere Schäden am Motor. Auch der Ersatzmotor wurde intern beschädigt, sodass Surtees nicht an der ersten Trainingssitzung teilnahm. Die Zeit wurde genutzt aus den Teilen der beiden Aggregaten einen funktionierenden Motor zu bauen.
Die Trainingssitzungen fanden jeweils von 14:30 Uhr bis 17 Uhr statt. Trainingstage waren Donnerstag, Freitag und Samstag. Den Teams war es aber gestattet die Strecke in den Morgenstunden für Testfahrten zu nutzen. Zeiten wurden hier nicht gemessen und Streckenposten waren nicht anwesend. Am Donnerstag nahmen zehn Fahrzeuge am Training teil. Neben Surtees setzte auch Hill aufgrund von Reparaturen an seinem Wagen aus, andere Teams entschieden sich freiwillig gegen eine Teilnahme, da zwei Trainingssitzungen als ausreichend empfunden wurden.
Die anspruchsvollen Streckenbedingungen zeigten sich zeitig in diversen technischen Problemen. Stewart fuhr als erster Fahrer einige Runden, bevor er seinen Wagen mit stark aufgelösten Reifen wieder abstellte. Außerdem überhitzten beide Wagen von B.R.M., als Reaktion darauf wurden die Fahrzeugnasen ausgetauscht, damit mehr Luft zum Kühlen an den Motor gelangte. Stewart testete mehrere verschiedene Reifen, bevor ein Motorschaden sein Training beendete. Cooper hatte ebenfalls Probleme mit Überhitzung, dies betraf beide Boliden. Rodriguéz war drei Sekunden schneller und stellte die erste Bestzeit auf, bevor sein Motor überhitzte und er den Cooper in der Box abstellte. Bei Dan Gurney gelangte ein aufgewirbelter Stein in den Motor. Die Entfernung war nicht möglich, sodass der Motor erneut gestartet wurde und der Stein durch die mechanischen Bewegungen zermahlen wurde. Gurney fuhr daraufhin Rundenzeiten nahe der Bestzeit.
Am Ende der ersten Trainingssitzung fuhr Jack Brabham die schnellste Runde. Sein Teamkollege Denis Hulme war zwei Sekunden langsamer. Das Brabham-Team war das einzige, dass keine Probleme mit Überhitzung der Fahrzeuge hatten. Brabham verzichtete daraufhin auf eine Teilnahme am Freitagstraining, sein Teamkollege Hulme fuhr jedoch viele Runden und war der schnellste Fahrer mit Zeiten unter 1:29 Minuten. Lediglich Love war ähnlich schnell, alle anderen Fahrer hatten Probleme mit der Hitze. Die Lufttemperaturen zur zweiten Trainingssitzung stiegen auf über 30 Grad, die der Strecke auf über 60. Bei Rodriguéz musste das Getriebe gewechselt sein, Stewarts Motor war noch immer nicht fertig, sodass er im Wagen seines Teamkollegen Spence fuhr. Rindt, Clark, Surtees und Hill hatten größere Schwierigkeiten mit den hohen Temperaturen, sowie einige der Fahrer mit privaten Boliden. Honda beantragte daraufhin inoffizielle Testfahrten für den Samstagmorgen, die daraufhin für sieben Uhr am Morgen genehmigt wurde. Bei kühleren Temperaturen fuhr Surtees daraufhin Zeiten unter 1:30 Minuten, diese zählten nicht für die Startaufstellung.
Erneut stiegen die Temperaturen zur dritten Trainingssitzung. Lotus hatte in der Nacht zuvor die Wasserleitungen ihrer Fahrzeuge an die Außenseite verlegt, um mehr Kühlung zu erreichen. Hill fuhr erneut nur wenige Runde, er drehte sich aufgrund eines Problems mit dem Gaspedal auf der Strecke, verlor Kraftstoff und hatte später technische Schwierigkeiten mit dem Motor. Bei Cooper wurde ein zusätzlicher kühlender Effekt erreicht durch eine andere Anbringung der Kraftstoffpumpe. Diese wurde nicht mehr direkt am Motor montiert, sondern an einem Ring am Heck des Wagens. Für das Team brachte dies eine deutliche Verbesserung der Fahrzeug Performance. Stewarts Wagen war erst gegen Ende des Trainings repariert, er fuhr daraufhin einige schnelle Runden. Surtees fuhr ebenfalls gute Rundenzeiten, war aufgrund von noch immer anhaltenden Überhitzungsproblemen unzufrieden mit seinem Honda.
Die beiden Brabham-Werksfahrer dominierten das Training. Das Resultat war die Pole-Position für den Teamgründer und amtierenden Weltmeister Brabham mit seinem Teamkollegen Hulme neben sich in der ersten Startreihe. Dahinter folgten Clark und Rodríguez vor dem bereits im Training für Aufsehen sorgenden Privatfahrer Love sowie John Surtees. Die B.R.M.-Werksfahrer erreichten Startplätze im hinteren Feld. Dies war das einzige Mal in der Saison 1967, dass Brabham die Startplätze eins und zwei belegten. Dies gelang ihnen erst wieder erneut beim Großen Preis von Mexiko 1969. Für Jack Brabham und sein Team war es jeweils der zweite Start vom ersten Platz beim Großen Preis von Südafrika. 1969 gelang dies ein drittes Mal.

### Rennen
Hulme übernahm zunächst die Führung vor Brabham und Surtees. In der vierten Runde wurde Brabham nach einem durch einen eigenen Fehler verschuldeten Dreher von Surtees und Rindt überholt. Der Österreicher drehte sich allerdings kurz darauf selbst auf einem Ölfleck und wurde von Stewart überholt. Hill fiel in derselben Runde wegen eines Unfalls aus.
Brabham holte unterdessen stetig auf die Führenden auf. In Runde 21 überholte er den Zweitplatzierten Surtees, drei Runden später gelang dies auch Rindt, der allerdings weitere 15 Runden später wegen eines Motorschadens ausfiel. Inzwischen war Surtees hinter John Love und Dan Gurney zurückgefallen.
Auch Brabham bekam technische Probleme und musste seinen zweiten Platz an Love abgeben. Gurney wurde kurzzeitig Dritter, bevor auch er technisch bedingt ausfiel.
Hulme hatte sich im Laufe des Rennens eine komfortable Führung von mehr als einer Minute herausgefahren, als in der 61. Runde seine Bremsen schwächer wurden. Er fiel zurück, worauf der Privatfahrer John Love die Führung des Grand Prix übernahm. Rodríguez konnte ihm allerdings folgen und sah eine Chance auf den Sieg. Diese ergab sich jedoch erst, als Love sieben Runden vor Schluss zum Nachtanken an die Box musste.
Rodríguez sicherte sich seinen ersten Grand-Prix-Sieg mit rund 26 Sekunden Vorsprung vor dem beeindruckenden John Love, der seine erste und einzige Podiumsplatzierung in einem Grand Prix erzielte. John Surtees erreichte als Dritter das Podest vor Denis Hulme, der trotz seines Defektes noch den vierten Rang sicherstellen konnte.

## Meldeliste
| Team                        | Nr. | Fahrer          | Chassis      | Motor                 | Reifen |
| --------------------------- | --- | --------------- | ------------ | --------------------- | ------ |
| Brabham Racing Organisation | 01  | Jack Brabham    | Brabham BT20 | Repco 740 3.0 V8      | G      |
| Brabham Racing Organisation | 02  | Denis Hulme     | Brabham BT20 | Repco 740 3.0 V8      | G      |
| Cooper Car Company          | 03  | Jochen Rindt    | Cooper T81   | Maserati 9/F1 3.0 V12 | F      |
| Cooper Car Company          | 04  | Pedro Rodríguez | Cooper T81   | Maserati 9/F1 3.0 V12 | F      |
| Owen Racing Organisation    | 05  | Jackie Stewart  | BRM P83      | BRM P75 3.0 H16       | G      |
| Owen Racing Organisation    | 06  | Mike Spence     | BRM P83      | BRM P75 3.0 H16       | G      |
| Team Lotus                  | 07  | Jim Clark       | Lotus 43     | BRM P75 3.0 H16       | F      |
| Team Lotus                  | 08  | Graham Hill     | Lotus 43     | BRM P75 3.0 H16       | F      |
| Anglo American Racers       | 09  | Dan Gurney      | Eagle T1F    | Climax FPF 2.8 L4     | G      |
| Honda Racing                | 10  | John Surtees    | Honda RA273  | Honda RA273E 3.0 V12  | F      |
| Rob Walker Racing           | 11  | Joseph Siffert  | Cooper T81   | Maserati 9/F1 3.0 V12 | F      |
| DW Racing Enterprises       | 12  | Bob Anderson    | Brabham BT11 | Climax FPF 2.8 L4     | F      |
| Joakim Bonnier Racing Team  | 15  | Joakim Bonnier  | Cooper T81   | Maserati 9/F1 3.0 V12 | F      |
| Reg Parnell Racing          | 16  | Piers Courage   | Lotus 25     | BRM P56 2.0 V8        | F      |
| John Love                   | 17  | John Love       | Cooper T79   | Climax FPF 2.8 L4     | F      |
| Sam Tingle                  | 18  | Sam Tingle      | LDS Mk3      | Climax FPF 2.8 L4     | F      |
| Scuderia Scribante          | 19  | Dave Charlton   | Brabham BT11 | Climax FPF 2.8 L4     | ?      |
| Luki Botha                  | 20  | Luki Botha      | Brabham BT11 | Climax FPF 2.8 L4     | ?      |

## Klassifikationen

### Startaufstellung
| Pos. | Fahrer          | Konstrukteur    | Zeit   | Ø-Geschwindigkeit | Start |
| ---- | --------------- | --------------- | ------ | ----------------- | ----- |
| 01   | Jack Brabham    | Brabham-Repco   | 1:28,3 | 166,913 km/h      | 01    |
| 02   | Denis Hulme     | Brabham-Repco   | 1:28,9 | 165,786 km/h      | 02    |
| 03   | Jim Clark       | Lotus-B.R.M.    | 1:29,0 | 165,600 km/h      | 03    |
| 04   | Pedro Rodríguez | Cooper-Maserati | 1:29,1 | 165,414 km/h      | 04    |
| 05   | John Love       | Cooper-Climax   | 1:29,5 | 164,675 km/h      | 05    |
| 06   | John Surtees    | Honda           | 1:29,6 | 164,491 km/h      | 06    |
| 07   | Jochen Rindt    | Cooper-Maserati | 1:30,2 | 163,397 km/h      | 07    |
| 08   | Dave Charlton   | Brabham-Climax  | 1:30,2 | 163,397 km/h      | 08    |
| 09   | Jackie Stewart  | B.R.M.          | 1:30,3 | 163,216 km/h      | 09    |
| 10   | Bob Anderson    | Brabham-Climax  | 1:30,6 | 162,675 km/h      | 10    |
| 11   | Dan Gurney      | Eagle-Climax    | 1:30,7 | 162,496 km/h      | 11    |
| 12   | Joakim Bonnier  | Cooper-Maserati | 1:31,8 | 160,549 km/h      | 12    |
| 13   | Mike Spence     | B.R.M.          | 1:32,1 | 160,026 km/h      | 13    |
| 14   | Sam Tingle      | LDS-Climax      | 1:32,4 | 159,506 km/h      | 14    |
| 15   | Graham Hill     | Lotus-B.R.M.    | 1:32,6 | 159,162 km/h      | 15    |
| 16   | Joseph Siffert  | Cooper-Maserati | 1:32,8 | 158,819 km/h      | 16    |
| 17   | Luki Botha      | Brabham-Climax  | 1:33,1 | 158,307 km/h      | 17    |
| 18   | Piers Courage   | Lotus-B.R.M.    | 1:33,8 | 157,126 km/h      | 18    |

### Rennen
| Pos. | Fahrer          | Konstrukteur    | Runden | Stopps | Zeit        | Start | Schnellste Runde |
| ---- | --------------- | --------------- | ------ | ------ | ----------- | ----- | ---------------- |
| 01   | Pedro Rodríguez | Cooper-Maserati | 80     | 0      | 2:05:45,9   | 04    | 1:32,0           |
| 02   | John Love       | Cooper-Climax   | 80     | 1      | + 26,4      | 05    | 1:30,3           |
| 03   | John Surtees    | Honda           | 79     | 1      | + 1 Runde   | 06    | 1:30,2           |
| 04   | Denis Hulme     | Brabham-Repco   | 78     | 2      | + 2 Runden  | 02    | 1:29,9 (03.)     |
| 05   | Bob Anderson    | Brabham-Climax  | 78     | 1      | + 2 Runden  | 10    | 1:31,5           |
| 06   | Jack Brabham    | Brabham-Repco   | 76     | 1      | + 4 Runden  | 01    | 1:30,4           |
| –    | Dave Charlton   | Brabham-Climax  | 63     | 1      | + 17 Runden | 08    | 1:32,6           |
| –    | Luki Botha      | Brabham-Climax  | 60     | 0      | + 20 Runden | 17    | 1:36,5           |
| –    | Sam Tingle      | LDS-Climax      | 56     | 0      | DNF         | 14    | 1:32,9           |
| –    | Piers Courage   | Lotus-B.R.M.    | 51     | 0      | DNF         | 18    | 1:34,8           |
| –    | Dan Gurney      | Eagle-Climax    | 44     | 0      | DNF         | 11    | 1:30,5           |
| –    | Joseph Siffert  | Cooper-Maserati | 41     | 0      | DNF         | 16    | 1:31,8           |
| –    | Jochen Rindt    | Cooper-Maserati | 38     | 0      | DNF         | 07    | 1:31,6           |
| –    | Mike Spence     | B.R.M.          | 31     | 0      | DNF         | 13    | 1:32,8           |
| –    | Joakim Bonnier  | Cooper-Maserati | 30     | 0      | DNF         | 12    | 1:33,5           |
| –    | Jim Clark       | Lotus-B.R.M.    | 22     | 1      | DNF         | 03    | 1:32,2           |
| –    | Graham Hill     | Lotus-B.R.M.    | 6      | 0      | DNF         | 15    | 1:32,9           |
| –    | Jackie Stewart  | B.R.M.          | 2      | 0      | DNF         | 09    | 1:33,7           |

## WM-Stände nach dem Rennen
Die ersten sechs des Rennens bekamen 9, 6, 4, 3, 2, 1 Punkte. Die besten fünf Ergebnisse der ersten sechs und die besten vier der restlichen fünf Rennen zählten zur Meisterschaft. In der Konstrukteurswertung zählten dabei nur die Punkte des bestplatzierten Fahrers eines Teams.

### Fahrerwertung
| Pos. | Fahrer          | Konstrukteur    | Punkte |
| ---- | --------------- | --------------- | ------ |
| 01   | Pedro Rodríguez | Cooper-Maserati | 9      |
| 02   | John Love       | Cooper-Climax   | 6      |
| 03   | John Surtees    | Honda           | 4      |
| 04   | Denis Hulme     | Brabham-Repco   | 3      |
| 05   | Bob Anderson    | Brabham-Climax  | 2      |
| 06   | Jack Brabham    | Brabham-Repco   | 1      |
| –    | Dave Charlton   | Brabham-Climax  | 0      |
| –    | Luki Botha      | Brabham-Climax  | 0      |
| –    | Sam Tingle      | LDS-Climax      | 0      |

| Pos. | Fahrer         | Konstrukteur    | Punkte |
| ---- | -------------- | --------------- | ------ |
| –    | Piers Courage  | Lotus-B.R.M.    | 0      |
| –    | Dan Gurney     | Eagle-Climax    | 0      |
| –    | Joseph Siffert | Cooper-Maserati | 0      |
| –    | Jochen Rindt   | Cooper-Maserati | 0      |
| –    | Mike Spence    | B.R.M.          | 0      |
| –    | Joakim Bonnier | Cooper-Maserati | 0      |
| –    | Jim Clark      | Lotus-B.R.M.    | 0      |
| –    | Graham Hill    | Lotus-B.R.M.    | 0      |
| –    | Jackie Stewart | B.R.M.          | 0      |

### Konstrukteurswertung
| Pos. | Konstrukteur    | Punkte |
| ---- | --------------- | ------ |
| 01   | Cooper-Maserati | 9      |
| 02   | Cooper-Climax   | 6      |
| 03   | Honda           | 4      |
| 04   | Brabham-Repco   | 3      |

| Pos. | Konstrukteur   | Punkte |
| ---- | -------------- | ------ |
| –    | Brabham-Climax | 2      |
| –    | LDS-Climax     | 0      |
| –    | Lotus-B.R.M.   | 0      |
| –    | Eagle-Climax   | 0      |